# Fancy Lala
Fancy Lala, the Magic Stage (яп. 魔法のステージ・ファンシーララ Волшебная сцена модницы-Лалы) — OVA серия, созданная студией Pierrot, а позже и аниме-сериал, созданный студией в 1998 году. На основе сюжета сериала была создана манга, которая выходила в журнале Ribon с мая 1998 по ноябрь 1998.

## Сюжет
Однажды, девятилетней девочке Михо Синохаре таинственный человек дарит игрушки динозавров. Динозаврики Пигу и Могу оживают и дают Михо волшебный альбом и ручку. Теперь девочка может рисовать в альбоме, и это обязательно сбудется или появится. Михо также может принимать облик подростка под именем модница Лала. Её менеджер Юми Ханэиси — президент агентства молодых талантов. У Лалы начинается долгий и сложный путь к славе.

## Сюжет OVA
История по сюжету очень похожа на сказку Золушка.
Mаленькая девочка Михо мечтает стать дизайнером. На данный момент она живёт с тётей и тремя двоюродными сёстрами, в то время как её отец уехал по делам. Тетя держит магазин одежды и, используя свои полномочия, заставляет Михо выполнять все поставки на велосипеде по городу, однако не заставляет этим заниматься своих дочерей. Две старшие кузины жестокие и высмеивают мечты Михо, хотя самая младшая начинает дружить с ней. Однажды в городе проходит конкурс «королева диско», и Михо очень хочет туда попасть, но она слишком маленькая, и решает украсить платье для её кузины. Когда тётя узнаёт, что она разорвала платье, то наказывает её. Но 2 феи сжалились над девочкой и превратили её в «модницу Лалу», 16-летнюю блондинку. Она побеждает на конкурсе и счастливая уходит с отцом, который только что приехал.

## Список персонажей
Михо Синохара / Лала (яп. 篠原 みほ) — Девятилетняя девочка, однажды получила от незнакомца динозавриков Пигу и Могу. Они оживают и дают ей волшебный альбом в котором все нарисованные картинки становятся явью. С помощью него Михо становится 15-летней девочкой-подростком по имени Лала и постепенно передвигается по новой карьерной лестнице. Но никто не знает, что Михо делает, даже её сестра.
Сэйю: Рэйко Омори
Могу (яп. モグ) — Розовый динозавр, сопровождает Михо Синохару.
Сэйю: Митико Нэя
Пигу (яп. ピグ) — Синий динозавр, сопровождает Михо Синохару.
Сэйю: Синобу Адати
Таинственный человек (яп. 不思議さん Фусиги-сан) — Таинственный человек, который дал Михо Синохаре Пигу и Могу. Часто даёт полезные советы Лале.
Сэйю: Рюсукэ Обаяси
Хироя Айкава (яп. 相川 ひろや) — Поп-идол. Михо Синохара была его поклонницей. Позже Хироя становится наставником Лалы.
Сэйю: Хидэо Исикава
Юми Ханэиси (яп. 羽根石 由美) — Президент компании Lyrical Productions, которая представляет Лалу. Она когда-то была замужем за Киси, гитаристом группы Хирои Айкавы. У неё есть сын по имени Таппэй.
Сэйю: Ацуко Танака
Таро Ёсида (яп. 吉田 太郎)
Сейю: Каппэй Ямагути
Сосед и одноклассник Михо Синохары. Они часто дерутся (как бывшая пара), но он и заботится о ней. Таро также является двоюродным братом Мики Юмэно. Влюблён в Михо.
Мики Юмэно (яп. 夢野 美樹)
Сейю: Фумиэ Кусати
Поп-идол. Главный конкурент Лалы. Она также двоюродная сестра Таро Ёсиды.